# بيل بلير (كرة سلة)
بيل بلير (بالإنجليزية: Bill Blair)‏ مواليد 17 مارس 1942 في هازارد، هو لاعب كرة سلة أمريكي سابق أصبح مدرباً. تم اختياره من قبل فريق أتلانتا هوكس خلال الدرافت. يبلغ طوله 6 قدم 3 بوصة (1.9 م).

## إحصائيات المسيرة

### الرابطة الوطنية لكرة السلة
| الفريق             | السنة   | G   | W  | L  | W–L% | النهاية | PG | PW | PL | PW–L% | النتيجة                  |
| ------------------ | ------- | --- | -- | -- | ---- | ------- | -- | -- | -- | ----- | ------------------------ |
| بروكلين نتس        | 1982–83 | 6   | 2  | 4  | .333 | 3       | –  | –  | –  | –     | غاب عن الأدوار الإقصائية |
| مينيسوتا تمبر ولفز | 1994–95 | 82  | 21 | 61 | .256 | 6       | –  | –  | –  | –     | غاب عن الأدوار الإقصائية |
| مينيسوتا تمبر ولفز | 1995–96 | 20  | 6  | 14 | .300 | (أقيل)  | –  | –  | –  | –     | –                        |
| المسيرة            |         | 108 | 29 | 79 | .269 |         | –  | –  | –  | –     |                          |

## روابط خارجية
- بيل بلير على موقع سبورتس رفرنس (الإنجليزية)
- بيل بلير على موقع كلية كرة السلة في سبورتس رفرنس.كوم (الإنجليزية)
- بيل بلير على موقع ريلجم (الإنجليزية)
- بيل بلير على موقع سبورتس رفرنس (الإنجليزية)
- بيل بلير على موقع كلية كرة السلة في سبورتس رفرنس.كوم (الإنجليزية)